# أليكس أرنولد (لاعب كرة قدم)
أليكس أرنولد (بالإنجليزية: Alex Arnold)‏ (1 مايو 1928 باسكتلندا في المملكة المتحدة - ) هو لاعب كرة قدم بريطاني في مركز الدفاع. لعب مع دندي يونايتد ونادي ستيرلينغ ألبيون وبيرويك راينجرز.